# Robbanóanyaggal vagy robbantószerrel visszaélés
A robbanóanyaggal vagy robbantószerrel visszaélés a Büntető Törvénykönyv  XXX. fejezetébe, a közbiztonság elleni bűncselekmények közé tartozik. 
A hatályos Büntető Törvénykönyv 324. §-a robbanóanyaggal vagy robbantószerrel visszaélésre változtatta a korábbi büntető törvénykönyv 263. §-ában foglalt visszaélés robbanóanyaggal vagy robbantószerrel nevű bűncselekmény elnevezését.

## A hatályos szöveg
„324. § (1) Aki robbanóanyagot, robbantószert vagy ezek felhasználására szolgáló készüléket
a) engedély nélkül készít, megszerez, tart, forgalomba hoz, vagy a tartásukra nem jogosult személynek átad,
b) engedély nélkül vagy az engedély kereteit túllépve az ország területére behoz, onnan kivisz, vagy azon átszállít,
bűntett miatt két évtől nyolc évig terjedő szabadságvesztéssel büntetendő.
(2) A büntetés öt évtől tíz évig terjedő szabadságvesztés, ha a bűncselekményt üzletszerűen vagy bűnszövetségben követik el.
(3) Aki robbanóanyaggal vagy robbantószerrel visszaélésre irányuló előkészületet követ el, három évig terjedő szabadságvesztéssel büntetendő.”

## A korábbi szöveg: visszaélés robbanóanyaggal vagy robbantószerrel
A 'visszaélés robbanóanyaggal vagy robbantószerrel bűncselekményt a  korábbi magyar Büntető Törvénykönyv a következőképpen büntette:
"263. § (1) Aki robbanóanyagot, robbantószert vagy ezek felhasználására szolgáló készüléket engedély nélkül készít, megszerez, tart vagy a tartásukra nem jogosult személynek átad, bűntettet követ el, és két évtől nyolc évig terjedő szabadságvesztéssel büntetendő.
(2) Aki az (1) bekezdésben meghatározott cselekményt
a) üzletszerűen,
b) bűnszövetségben
követi el, öt évtől tíz évig terjedő szabadságvesztéssel büntetendő.
(:3) Aki az (1) bekezdésben meghatározott cselekményt
a)
b) különös visszaesőként követi el, öt évtől tizenöt évig terjedő szabadságvesztéssel büntetendő.
(4) A különös visszaesés szempontjából hasonló jellegű bűncselekmény
a) a visszaélés lőfegyverrel vagy lőszerrel (263/A. §), a fegyvercsempészet (263/B. §), a visszaélés nemzetközi szerződés által tiltott fegyverrel (264/C. §),
b) a nemzeti, etnikai, faji vagy vallási csoport tagja elleni erőszak, az emberrablás és a magánlaksértés fegyveresen elkövetett esetei [174/B. § (2) bek. a) pont, 175/A. § (2) bek. b) pont, 176. § (2) bek. b) pont és (3)-(4) bek.], a közveszélyokozás [259. § (1)-(3) bek.], a nemzetközi gazdasági tilalom megszegésének súlyosabban minősülő esete [261/A. § (3) bek.], a visszaélés radioaktív anyaggal (264. §),
c) a visszaélés kábítószerrel, a rablás, a jármű önkényes elvétele, a szökés és az elöljáró vagy szolgálati közeg elleni erőszak fegyveresen elkövetett esetei [321. § (3) bek. a) pont, (4) bek. b)-c) pont, 327. § (3) bek., 343. § (2) bek. a) pont, (4)-(5) bek., 355. § (2) bek. a) pont], továbbá a robbanóanyag vagy robbantószer felhasználásával elkövetett rongálás [324. § (4) bek. c) pont]."